# Guinothusa phimaiensis
Guinothusa phimaiensis is een krabbensoort uit de familie van de Gecarcinucidae. De wetenschappelijke naam van de soort is voor het eerst geldig gepubliceerd in 2010 door Yeo & Ng.